# بيلي كريغتون
بيلي كريغتون هو لاعب هوكي جليد كندي، ولد في 13 يوليو 1892، وتوفي في 2 فبراير 1970.